# ضد التيار (فلم 1934)
ضد التيار (بالإنجليزية: Riptide) هو فيلم أبيض وأسود درامي رومانسي أمريكي تم إصداره عام 1934 من بطولة نورما شيرر وروبرت مونتغمري وهربرت مارشال، من تأليف وإخراج إدموند غولدينغ ، وتم إصداره بواسطة مترو غولدوين ماير، تم إصدار الفيلم قبل بضعة أشهر من تطبيق قانون الإنتاج. ظهر هذا الفيلم بشكل لافت السيدة باتريك كامبل، وهي ممثلة مسرحية مشهورة معروفة بصداقتها ومراسلاتها مع الكاتب المسرحي جورج برنارد شو وخلقها إليزا دوليتل في مسرحية شو بجماليون.

## طاقم التمثيل
- نورما شيرر - السيدة ماري ريكسفورد
- روبرت مونتغمري - تومي ترينت

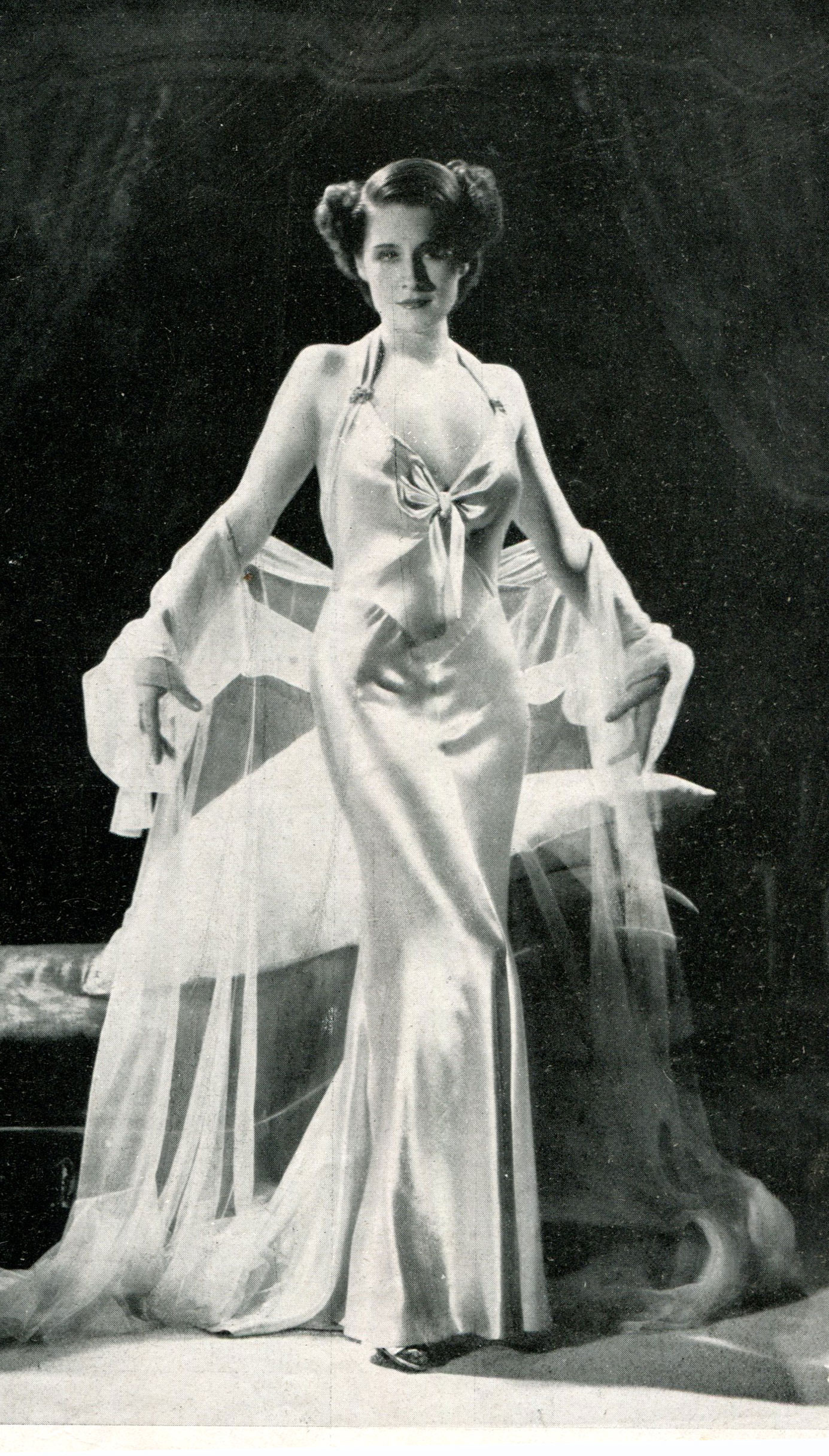
نورما شيرر في فيلم ضد التيار

- هربرت مارشال - اللورد فيليب ريكسفورد
- السيدة باتريك كامبل - العمة هيتي ريفرزلي
- ريتشارد "سكيتس" غالاغر - إرسكين (*بدور سكيتس غالاغر)
- رالف فوربس - ديفيد فينيك
- ليليان تاشمان - سيلفيا ويلسون
- آرثر إل. جاريت - بيرسي
- إيرل أكسفورد - فريدي جراي
- هيلين جيروم إيدي - سيليست
- جورج ك. آرثر - بيرتي ديفيس
- هاليويل هوبز - بولارد
- والتر برينان - سائق (غير مذكور)

## روابط خارجية
- Riptide at IMDB
- Synopsis @ AllMovie
- ضد التيار (فلم 1934) في قاعدة بيانات تيرنر كلاسيك موفيز للأفلام.
- ضد التيار على فهرس معهد الفيلم الأمريكي